# Tityus matthieseni
Espèce
Tityus matthieseni est une espèce de scorpions de la famille des Buthidae.

## Distribution
Cette espèce est endémique de l'État d'Amazonas au Brésil.

## Étymologie
Cette espèce est nommée en l'honneur de Fabio Aranha Matthiesen.

## Systématique et taxinomie
Cette espèce a été décrite par Pinto-da-Rocha et Lourenço en 2000.

## Publication originale
- Pinto-da-Rocha & Lourenço, 2000 : « Two new species of Tityus from Brazilian Amazonia (Scorpiones, Buthidae). » Revue Arachnologique, vol. 13, no 13, p. 187-195.